# Чешская федерация шашек
Чешская федерация шашек (чеш. Česká federace dámy) — спортивная федерация Республики Чехия. Входит в Европейскую конфедерацию шашек и Всемирную федерацию шашек. Развивают помимо международных шашек национальную игру - чешские шашки.
Президент Федерации Вацлав Кржишта.
Лучшие игроки по рейтингу (лист A) 	
1. Вацлав Кржишта международный мастер 2126
2.	Вацлав Марек		1951
Игроки-мужчины с наилучшими результатами Иржи Сысел, Вацлав Кржишта, Вацлав Марек.
Игроки-женщины с наилучшими результатами Ленка Змеликова, Яна Дворакова, Хана Котинова.
Адрес офиса Gatnar, L. Druzstevni 7 14000 Praha 4  Czech Republic.